# Combined Locks
Combined Locks est un village américain situé dans le comté d'Outagamie dans l’État du Wisconsin.

## Traduction
- (en) Cet article est partiellement ou en totalité issu de l’article de Wikipédia en anglais intitulé « Combined Locks, Wisconsin » (voir la liste des auteurs).